# Родерсгаузен
Родерсгаузен (нім. Rodershausen) — громада в Німеччині, розташована в землі Рейнланд-Пфальц. Входить до складу району Бітбург-Прюм. Складова частина об'єднання громад Зюдайфель.
Площа — 5,36 км2. Населення становить 162 ос. (станом на 31 грудня 2020).